# Ortler
Ortler är en bergstopp i Rätiska alperna i norra Italien. Ortler är belägen 3 905 meter över havet.